# Stans (familienaam)
De familienaam Stans is een hoogstwaarschijnlijk Nederlandstalige geslachtsnaam die vandaag de dag voornamelijk terug te vinden is in Nederlands- en Belgisch-Limburg. Daarnaast komt het in mindere mate voor binnen de centrumsteden van Zuid-Holland en de Vlaamse Ruit.

## Ontstaansgeschiedenis en etymologie

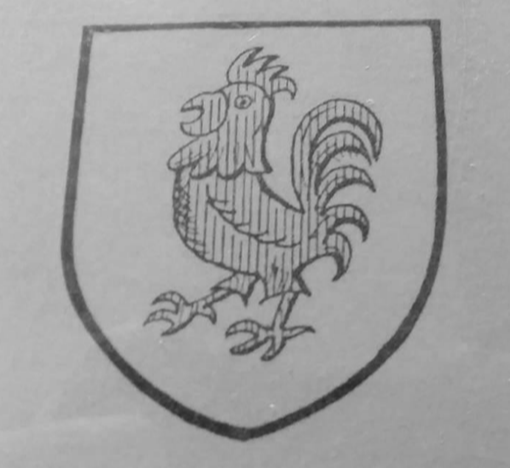
Familiewapen van de familie Stans (Amsterdam)

John Stans geeft in zijn genealogisch naslagwerk twee mogelijke verklaringen voor de oorsprong van de familienaam.
De eerste hypothese stelt dat Stans verwijst naar een plaats, namelijk de gelijknamige stad in Zwitserland. Verschillende naamdragers uit zowel de Verenigde Staten als de Lage Landen beschrijven een familieverhaal over een zware brand die plaatsvond in een Zwitsers weeshuis rond het jaar 1400. Slechts vijf weeskinderen overleefden de brand van wie, door het in het vuur opgegaan papierwerk, de achternamen niet vastgesteld konden worden. Zij beweren dat de toenmalige inwoners besloten om de overlevenden te vernoemen naar hun dorp, Stans. Twee eeuwen jaar later zouden volgens verscheidene naamdragers de nakomelingen van de bovengenoemde weeskinderen gemigreerd zijn naar de Nederlanden om te dienen in het leger. Hun huizen zouden verwoest geweest zijn door de interne conflicten binnen de toenmalige Zwitserse confederatie. Hoewel uiteenlopende personen deze verklaring onderschrijven, stelt John Stans binnen zijn stamboomonderzoek de geldigheid van deze hypothese in vraag. Na geschiedkundigen binnen de regio van de Zwitserse stad geconsulteerd hebben, besluit hij dat de achternaam in dat geval grammaticaal incorrect is. Indien Stans verwijst naar de plaats, zou het achtervoegsel -er deel hebben uitgemaakt van de achternaam.
De tweede verklaring stelt dat Stans verwijst naar een eigenschap, namelijk een van oorsprong Nederlandstalige bijnaam voor een persoon met een opvallende, vooruitspringende tand(en). De Belgische filoloog Frans Debrabandere haalt binnen zijn publicatie ook deze betekenis aan. John Stans knoopt daarbij aan door de oorsprong van de familienaam te situeren bij een vooraanstaande katholieke familie in het vijftiende-eeuwse Amsterdam. Zij bekleedden bestuursfuncties binnen de stad en beschikten over een eigen familiewapen, waarop een haan stond afgebeeld. Toen de Noordelijke Nederlanden binnen de invloedssfeer van het protestantisme terecht kwamen, zouden leden van deze familie omwille van religieuze redenen gemigreerd zijn naar het zuiden. Deze kwamen terecht in de regio van het Maasland, waar ook de vroegste akten in Vlaanderen zijn terug te vinden.

## Geografische spreiding

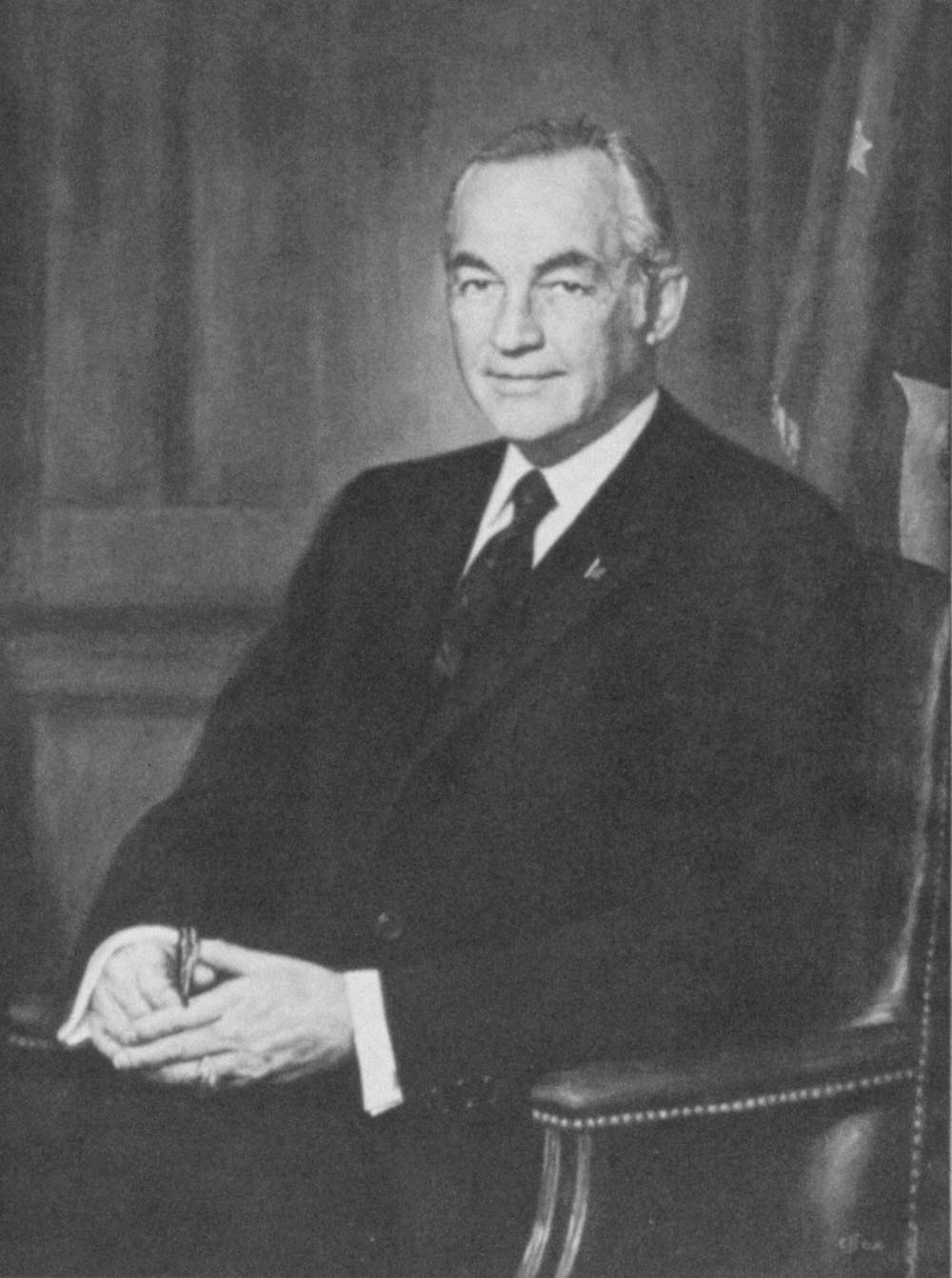
Maurice Hubert Stans

In het jaar 2008 waren er 245 Belgen met de achternaam Stans, een daling van drie personen in vergelijking met de telling van 1998. De overgrote meerderheid van deze personen wonen in het Belgisch-Limburgse Maasmechelen (28), Lommel (49) en hun buurgemeenten. Over de grens werden er een jaar eerder 254 Nederlanders geteld met de bovenvermelde geslachtsnaam. De meeste naamdragers waren te vinden in Nederlands-Limburgse Sittard-Geleen (43), het Zuid-Hollandse Vlaardingen (25) en hun buurgemeenten. Buiten de Lage Landen zijn er nog een groot aantal mensen met de familienaam Stans terug te vinden in de Verenigde Staten. Van de 197 Amerikaanse naamdragers die er in 2014 geteld werden, woonden er meer dan de helft in de staat Minnesota. Dit is de plaats waar er vandaag de dag grote gemeenschappen van Belgische en Nederlandse Amerikanen zijn terug te vinden.

## Bekende naamdragers
Maurice Hubert Stans (1908-1998), kleinzoon van een uit het Belgische Maasmechelen afkomstig koppel, was een prominent Amerikaans ambtenaar die deel uitmaakte van het kabinet van president Richard Nixon. Hij diende er als United States Secretary of Commerce en kwam in opspraak bij het uitbreken van het Watergateschandaal. Een van zijn voorouders was Heiliger Stans (1650-1710), een lokaal politicus die diende als schepen van de voormalige gemeente Opgrimbie.